# Грязновское
Грязновское — село в городском округе Богданович Свердловской области России. Управляется Грязновским сельским советом.

## Географическое положение

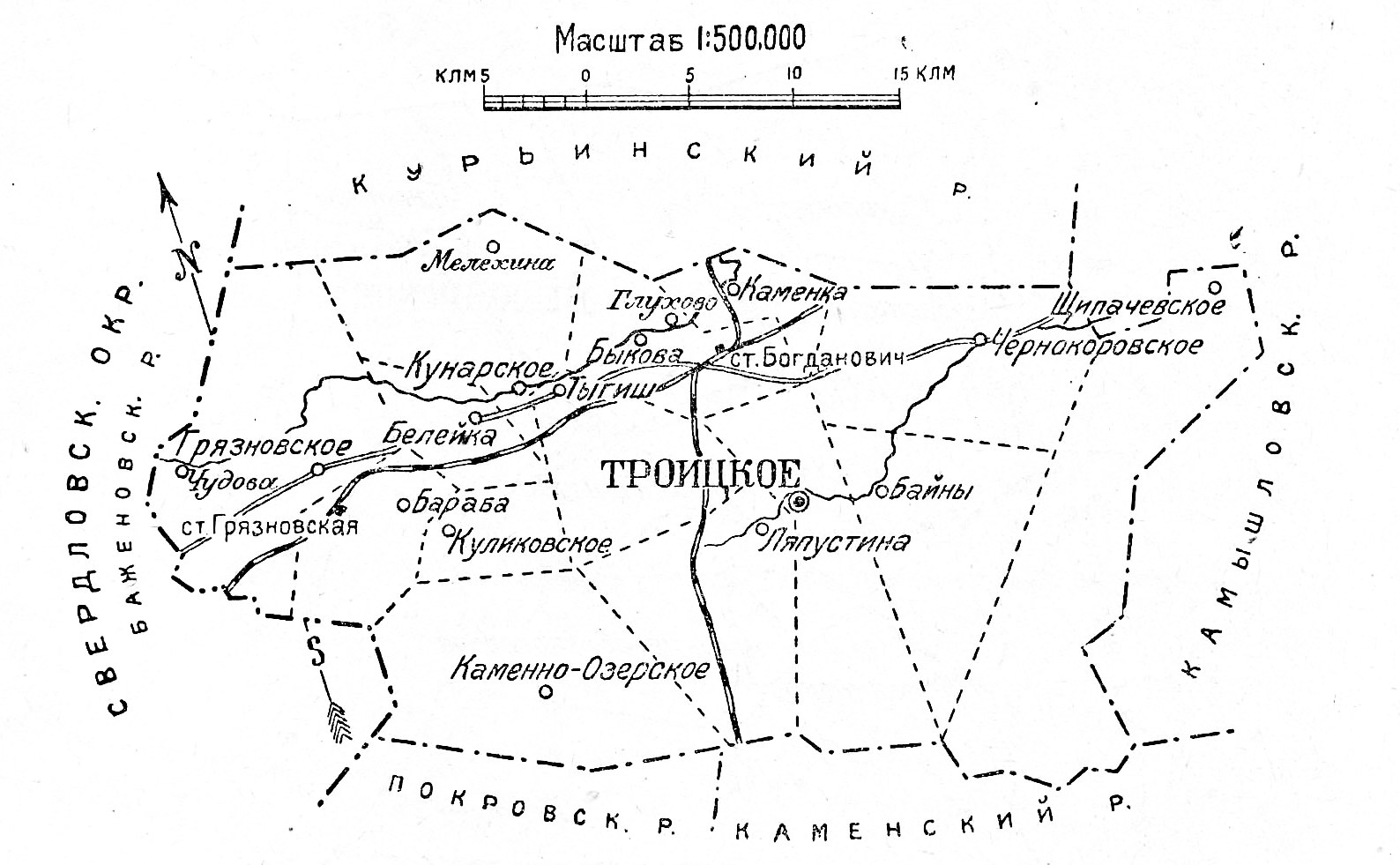
Грязновское на схеме Богдановичского района; 1928 год

### Местонахождение и окрестности села
Село Грязновское муниципального образования «Городской округ Богданович» расположено по обоим берегам реки Грязнушка (правый приток реки Кунара, бассейн реки Пышма), в 20 километрах на запад от административного центра округа — города Богданович. Вдоль северной границы проходит автотрасса Р351 Екатеринбург—Тюмень. Рядом с селом находится Грязновский бор, к северу от села раскидывается Костровая поляна.

### Населенные пункты сельской территории
В 3 километрах к северу от села находится «посёлок-спутник» Красный Маяк, основанный в 1920-е годы крестьянами Грязновского в качестве коммуны по обработке земли. На схожем расстоянии к юго-востоку находится железнодорожная станция Грязновская, при которой существует одноимённый посёлок с одной улицей. Станция относится к Транссибирской железнодорожной магистрали, идущей вдоль южной границы Грязновского, и имеет базу запаса электропоездов.

## История села

### Основание села
Село основано в 1690 году крестьянином Иваном Топорковым — жителем деревни Топоркова Верхотурского уезда, вошедшей позднее в село Мугай Свердловской области. В XIX веке были образованы женский монастырь и храм. Позже, женский монастырь сгорел.

### Грязновский район
27 февраля, в 1923 году был основан Грязновский район. 15 августа в 1924 году решением Шадринского окриспокома (протокол № 52) был упразднён Грязновский район, а на его месте создан Богдановичский район с центром в селе Троицкое (ныне — Богдановичский ГО, с центром в Богдановиче).
Грязновский район в составе Шадринского округа Уральской области с центром в селе Грязновское просуществовал всего чуть более полугода (с 27 февраля по 15 августа), и больше никогда это село не становилось административным центром.

### Послевоенное время
В послевоенное время в селе Грязновское был образован колхоз им. Мичурина. Также была организована птицефабрика «Богдановичская». В 1960-х годах на месте месторождения глины было разработано Грязновское месторождение глины. Около 1967 года была построена плотина на реке Грязнушка и железобетонный мост через реку. В 1970-х годах колхоз им. Мичурина объединился с колхозом «Красное Знамя» в селе Бараба, частично территория колхоза была присвоена племптицефабрикой. Были построены здания ДК, универмага со службой быта, детского сада, бани, многоквартирных домов для работников птицефабрики. К 1988 году на общем собрании работников птицефабрики Зарывных Владимир Евгеньевич, директор птицефабрики, выступил с предложением поставить в центре села Грязновского танк Т-55. Летом 1988 года начались работы по заливке фундамента. В этом же году танк привезли из учебного центра в Елани и поставили перед домом культуры.
10 августа 1990 года в честь 300-летия села Грязновского на старом кладбище был установлен мемориал «Скорбящая Мать» . На плитах мемориала высечены имена земляков и односельчан, не вернувшихся с войны. Мемориал находится в парковой зоне села в окружении столетних сосен, на старом кладбище. В этом же году птицефабрика была переведена на бройлерное направление.

### Современное время
В 2010 году исполнилось 150 лет со дня появления первого учебного заведения в селе Грязновском, 80 лет со дня открытия 7-летней школы, 45 лет Грязновской школе как средней. 13 ноября 2012 года — 20 лет, как Грязновская средняя общеобразовательная школа переехала в новое здание. К 2014 году в селе Грязновское Андреем Леонидовичем Кунниковым было образовано крестьянское фермерское хозяйство, на базе МТФ в селе. В этом же году была закрыта племптицефабрика Богдановичская, выкупленная агрофирмой «Северная» в 2005-х годах.

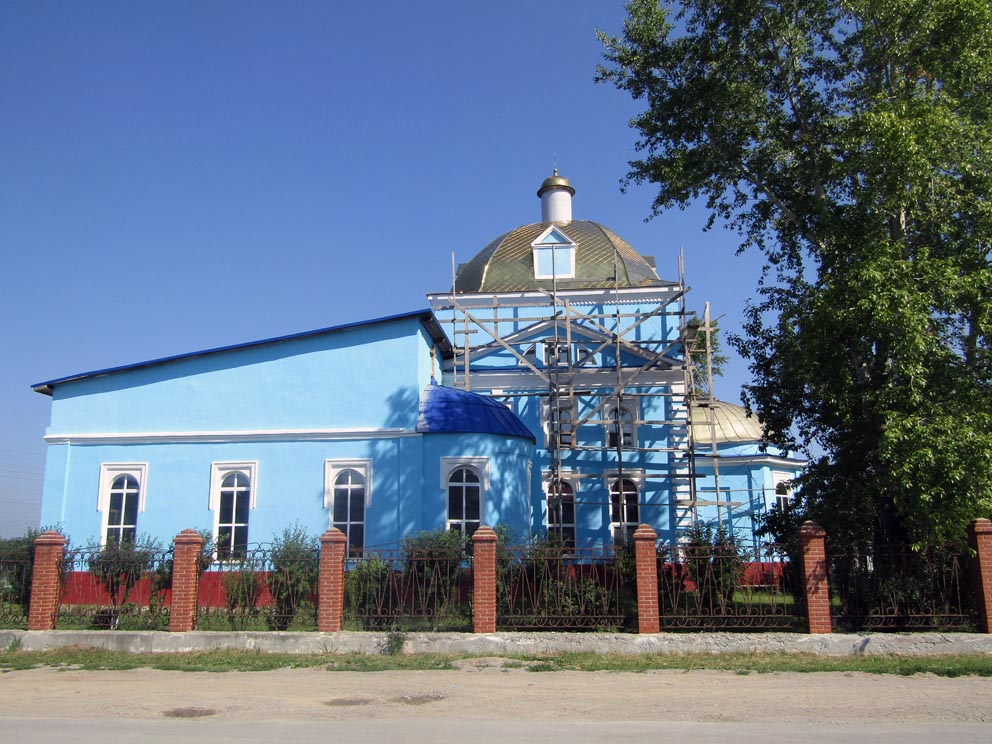
Храм во имя Покрова Пресвятой Богородицы в с. Грязновское

### Самостоятельный приход села
В 1807 году в связи постройкой храма приход села отделился от прихода села Бруснятское с деревнями: Голопуповой (в 2-х в.), Чудовой (в 5 вер.), Барабой (в 5 в.). Всего прихожан в 1901 году числилось 1672 мужских и 1791 женских душ, все были русские, православные, земледельцы.

### История храма
Храм был заложен в 1805 году, а в 1807 году был освящён придел во имя великомученика Димитрия Мироточивого, 29 мая 1830 года был освящён главный престол во имя Пресвятой Богородицы, 26 октября 1863 года — придел во имя Модеста Иерусалимского. В начале XX века причт состоял из 1 священника, 1 диакона и 1 псаломщика. Для помещения причта имелись два общественных дома и один церковный дом. Храм был закрыт в 1941 году, и возвращён в РПЦ в 1993 году. В 2018 году была проведена реставрация храма в селе.

## Школа
В 1860 году в селе была открыта земская школа. По инициативе Владимира Евгеньевича Зарывных в 1980-х годах в селе было построено новое трехэтажное здание школы.

## Население
| 2002 | 2010  | 2021  |
| ---- | ----- | ----- |
| 1596 | ↘1486 | ↘1215 |

По словам Виталия Балашова, на 2019 год в Грязновской сельской территории жило около 2500 человек.
Однако, по официальной информации от администрации села на 2018 год в селе Грязновском прописано 1170 человек, также в селе проживает около 900 дачников.
Структура
По данным переписи 2002 года национальный состав следующий: русские — 88 %. По данным переписи 2010 года в селе было: мужчин — 694, женщин — 792.

## Инфраструктура

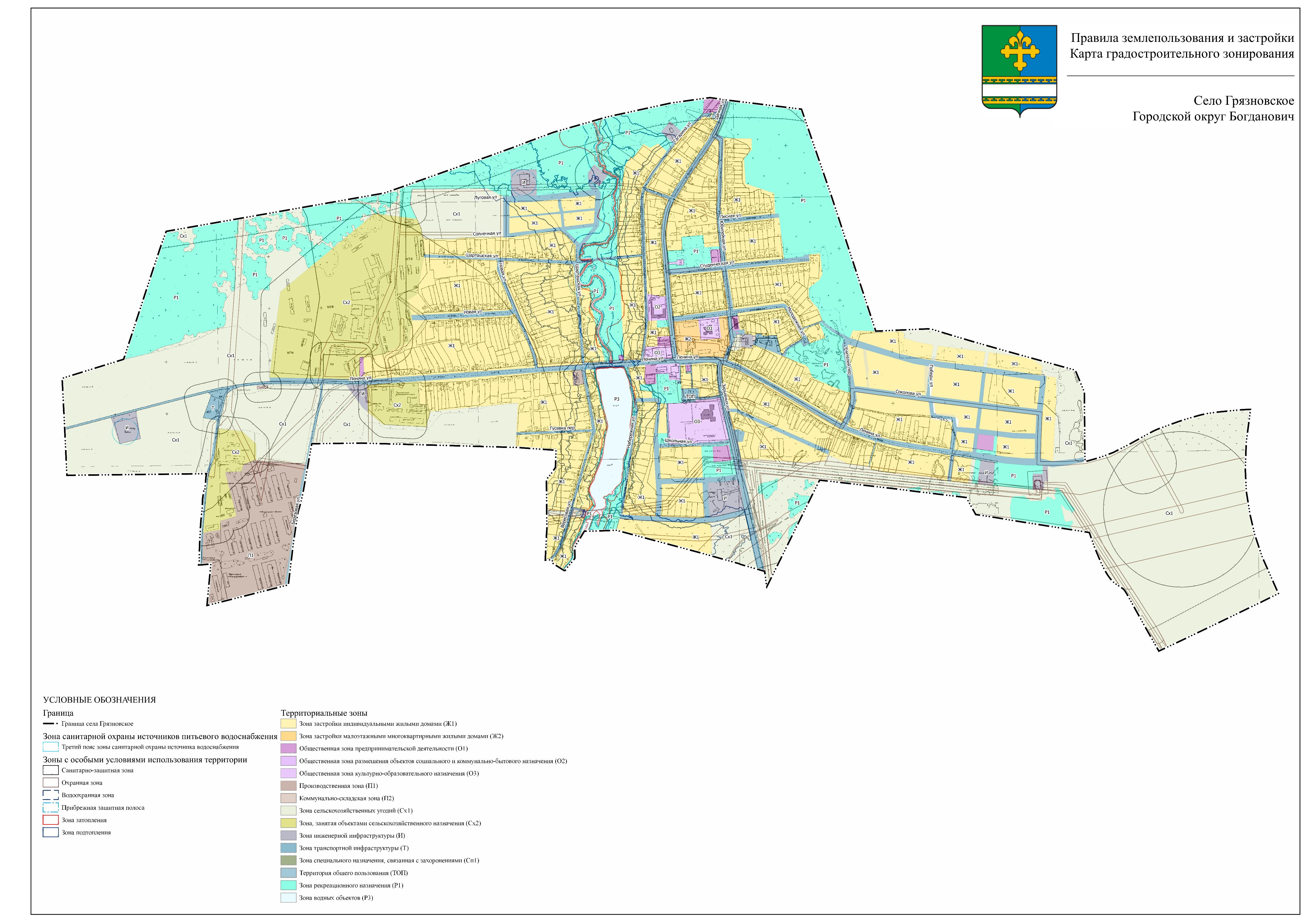
Карта градостроительного зонирования села Грязновское

### Дорожная инфраструктура
Село разделено на 18 улиц (Берёзовая, Вересовая, Гагарина, Дачная, Зарывных, Ленина, Лесная, Луговая, Молодёжная, Набережная, Новая, Победы, Соколова, Солнечная, Студенческая, Шарташская, Школьная, Юбилейная) и два переулка (Гусевка, Учителей). Также в селе планируется построить несколько улиц.

### Объекты общественного назначения
В селе есть школа (МАОУ-Грязновская средняя общеобразовательная школа), почтовое отделение, сбербанк, пожарная часть, пункт ОВП, детский сад. Действует церковь Покрова Пресвятой Богородицы 1805 года постройки. Село газифицировано и освещено по современным стандартам.